# Batang Kibul
Batang Kibul is een bestuurslaag in het regentschap Merangin van de provincie Jambi, Indonesië. Batang Kibul telt 799 inwoners (volkstelling 2010).